# Francisco Blanco Nájera
Francisco Blanco Nájera (Logroño, 24 de mayo de 1889 - Orense, 15 de enero de 1952), conocido afectivamente como «Pachico», fue un canonista y obispo católico español. Ocupó el cargo de obispo de Orense desde 1944 hasta 1952. Fue cofundador de la Congregación de Religiosas Misioneras del Divino Maestro.

## Biografía

### Primeros años
Blanco Nájera nació en Logroño en 1889 en el seno de una familia humilde. Quedó huérfano de padre a los seis años, por lo que su madre tuvo que hacerse cargo de sacar adelante a la familia.

### Formación
Inició sus estudios en Logroño. En 1902 ingresó en el Seminario de Logroño, donde inició sus estudios eclesiásticos, continuándolos, desde 1910, en la Universidad Pontificia de Comillas, donde obtuvo el doctorado en Sagrada Teología en 1913 y el doctorado en Derecho canónico en 1915. Fue ordenado sacerdote en 1913.

### Vida sacerdotal y docente
Terminados sus estudios fue nombrado ecónomo de Ventosa de Rioja (1915-1916). En 1916 ocupa el cargo de maestro de capilla en la catedral de Córdoba, ejerciendo, además, los cargos de teniente fiscal suplente, secretario de la Comisión Diocesana de Música Sagrada y profesor de lengua hebrea en el Seminario de Córdoba. 
En 1919 obtuvo, por oposición, el cargo de canónigo de la catedral de Baeza. En 1925 obtuvo, por oposición, el cargo de canónigo magistral de la catedral de Jaén. 
Entre 1916 a 1919 ejerció como maestro de capilla de la Catedral de Córdoba, cargo que obtuvo por oposición. Tras pasar por Jaén, fue nombrado en 1934 deán de la Catedral de Córdoba cuando muere el anterior deán, su pariente José Blanco Sancha.

### Episcopado
En 1944 fue consagrado obispo de Ouense, sucediendo a Florencio Cerviño y González. Ocupó este cargo hasta su muerte en 1952. Como obispo, destacó por su dedicación a la educación y la enseñanza a los pobres.
En 1952, junto con Madre Soledad de la Cruz, fundó la Congregación de Religiosas Misioneras del Divino Maestro. La congregación se dedicó a la enseñanza de los pobres y abrió su primera escuela en el municipio de Baza en 1945. Posteriormente, la Congregación amplió su labor misionera a otros países, inaugurando numerosos colegios en España, Venezuela, Colombia, Congo-Kinshasa, Perú, Francia, Ecuador, Camerún y Chile.

## Reconocimientos
En reconocimiento a su labor, una calle y un colegio público llevan su nombre en su ciudad natal, Logroño. Blanco Nájera fue proclamado Siervo de Dios por la Iglesia Católica.

## Obras

### Libros:
- Derecho funeral. Comentario canónico-civil al Libro III, Título XII, "De sepultura eclesiástica del Codex iuris canonici" (Madrid, Reus, 1930).
- La Escuela única a la luz de la pedagogía y del derecho (Madrid, 1931).
- Derecho docente de la Iglesia, la familia y el Estado. Comentario canónico-civil al Lib. III. Tit. XXII, "De Scholis" del Codex Iuris Canonici (Linares, 1934).
- El Código de Derecho Canónico traducido y comentado (Madrid, 1935, 2 vols.; Cádiz, Escelicer, 1942).